# Argiope butchko
Argiope butchko es una especie de araña araneomorfa género Argiope, familia Araneidae. Fue descrita científicamente por LeQuier & Agnarsson en 2016.
Habita en Cuba.